# Светско првенство у хокеју на леду 2016 — Дивизија I
Светско првенство дивизије I у хокеју на леду за 2016. у организацији Међународне хокејашке федерације по 16. пут у овом облику одржало се од 17. до 29. априла 2016, као друго по рангу квалитативно такмичење националних селекција за титулу хокејашког светског првака. На првенству је учестовало 12 екипа подељених у две квалитетне групе са по 6 тимова.
Домаћин турнира групе А је другу годину за редом била Пољска, односно град Катовице, док се турнир групе Б играо у престоници Хрватске Загребу.
Пласман у елитну групу за 2017. остварио је победник турнира групе А, селекција Словеније и евентуално другопласирани тим (Италија), док је у групу Б испала селекција Јапана. Пласман у А групу остварила је селекција Холандије, док је репрезентација Румуније испала у другу дивизију.

## Учесници
На првенству учествује укупно 12 националних селекција подељених у две квалитетне групе са по 6 екипа, од којих је 10 из Европе и 2 из Азије.
Новајлије на првенству у 2016. су селекције Аустрије и Словеније које су 2016. испала из из елитне групе, те Румуније која је победила на првенству друге дивизије 2015. године (такмичи се у групи Б).
| Репрезентација | Резултат у 2015. години        |
| -------------- | ------------------------------ |
| Аустрија       | 15. место на СП                |
| Словенија      | 16. место на СП                |
| Пољска         | 3. место у Дивизији I, група А |
| Јапан          | 4. место у Дивизији I, група А |
| Италија        | 5. место у Дивизији I, група А |
| Јужна Кореја   | 1. место у Дивизији I, група Б |

| Репрезентација | Резултат у 2014. години         |
| -------------- | ------------------------------- |
| Украјина       | 6. место у Дивизији I, група А  |
| В. Британија   | 2. место у Дивизији I, група Б  |
| Литванија      | 3. место у Дивизији I, група Б  |
| Хрватска       | 4. место у Дивизији I, група Б  |
| Естонија       | 5. место у Дивизији I, група Б  |
| Румунија       | 1. место у Дивизији II, група А |

## Домаћини такмичења
| Пољска & Хрватска |                |                         |
| Катовице          | КатовицеЗагреб | Загреб                  |
| Сподек            | КатовицеЗагреб | Загребачки дом спортова |
| Капацитет: 11.500 | КатовицеЗагреб | Капацитет: 6.500        |
|                   | КатовицеЗагреб |                         |

## Турнир групе А
Такмичење у групи А одржано је у периоду између 23. и 29. априла 2016. године, а све утакмице играле су се у Сподек арени у Катовицама, капацитета 11.500 седећих места. Турнир се играо по једнокружном лигашком бод систему свако са сваким у пет кола. Најбоље рангирана селекција обезбедила је директан пласман у елитни ранг такмичења за наредну годину, док пласман другопласиране екипе у виши ранг такмичења зависи директно од резултата селекција Немачке и Француске које су домаћини Светског првенства 2017. године. Уколико је једна од те две екипе заузела последње место у Б групи СП 2016. пласман у елитни ранг оствариће само победник турнира.
У односу на претходну годину новајлије у овом рангу такмичења су селекције Аустрије и Словеније која су испале из елитне дивизије годину дана раније, те селекција Јужне Кореје која је била најбоља у групи Б прве дивизије годину дана раније.
Репрезентација Словеније остварила је учинак од 4 победе и једног пораза и са освојених 12 бодова освојила златну медаљу на првенству и директно се вратила у елитну групу за наредну годину, док је селекција Јапана такмичење завршила на последњем месту без освојеног поена и испала у групу Б. Сребрна медаља припала је селекцији Италије, док је бронзу освојила репрезентација Пољске.
На турниру је постигнуто укупно 75 голова, или у просеку 5,0 голова по утакмици. Свих 15 утакмица уживо је посматрало укупно 55.300 гледалаца или у просеку 3.687 гледалаца по утакмици.
Одлуком директората турнира за најбоље играче турнира проглашени су голман репрезентације Аустрије Бернхард Штаркбаум, најбољи одбрамбени играч је Италијан Томас Ларкин, док је за најбољег нападача проглашен пољски репрезентативац Патрик Вронка. Најефикаснији играчи турнира су нападачи селекције Словеније Кен Ограјеншек и Јан Урбас који су на 5 одиграних утакмица имали учинак од 6 индексних поена (по 2 гола и 4 асистенције).

### Судије
Међународна хокејашка федерација је за такмичење у овој групи делегирала укупно 14 судија, по 7 главних и помоћних:
| Главне судије - Џонатан Алари - Мико Каукокари - Артур Кулев - Трпимир Пирагић - Стивен Рено - Маријан Рохач - Робин Шир | Линијске судије - Хенрик Хаурум - Артур Хилињски - Мартин Корба - Крис Купцус - Јуп Лермакерс - Јаков Палеј - Антон Семјонов |

### Резултати групе А
Сатница је по локалном времену (УТЦ+2)
| 23. април 2016. 13:00 | Јапан | 1 : 7 (0:1, 0:4, 1:2) | Словенија | Сподек, Катовице Посетилаца: 1.300 |

| Извор              | Извор                           | Извор | Извор          | Извор                                                                            |
| ------------------ | ------------------------------- | --- | -------------- | -------------------------------------------------------------------------------- |
|                    | Јутака Фукуфуџи                 | Голмани | Роберт Кристан | Судије Мико Каукокари Маријан Рохач Линијске судије Хенрик Хаурум Антон Семјонов |
| Шунеј Куџи — 54:46 | 0:1 0:2 0:3 0:4 0:5 1:5 1:6 1:7 | 07:35 — Јан Урбас 21:40 — Јан Урбас 29:31 — Миха Верлич 33:19 — Алеш Мушич 39:17 — Миха Верлич 57:18 — Кен Ограјеншек 58:12 — Жига Панце |                | Судије Мико Каукокари Маријан Рохач Линијске судије Хенрик Хаурум Антон Семјонов |
| 14 мин             | Искључења                       | 8 мин |                | Судије Мико Каукокари Маријан Рохач Линијске судије Хенрик Хаурум Антон Семјонов |
| 9                  | Шутеви на гол                   | 29 |                | Судије Мико Каукокари Маријан Рохач Линијске судије Хенрик Хаурум Антон Семјонов |

| 23. април 2016. 16:30 | Италија | 3 : 1 (1:0, 1:1, 1:0) | Пољска | Сподек, Катовице Посетилаца: 8.500 |

| Извор                                                          | Извор           | Извор                    | Извор             | Извор                                                                      |
| -------------------------------------------------------------- | --------------- | ------------------------ | ----------------- | -------------------------------------------------------------------------- |
|                                                                | Андреас Бернард | Голмани                  | Пшемислав Одробњи | Судије Џонатан Алари Артур Кудев Линијске судије Крис Купкус Јуп Лермакерс |
| Јоаким Рамосер — 12:25 Лука Фриго — 36:19 Томас Ларкин — 59:58 | 1:0 1:1 2:1 3:1 | 30:13 — Томаш Маласињски |                   | Судије Џонатан Алари Артур Кудев Линијске судије Крис Купкус Јуп Лермакерс |
| 6 мин                                                          | Искључења       | 12 мин                   |                   | Судије Џонатан Алари Артур Кудев Линијске судије Крис Купкус Јуп Лермакерс |
| 33                                                             | Шутеви на гол   | 26                       |                   | Судије Џонатан Алари Артур Кудев Линијске судије Крис Купкус Јуп Лермакерс |

| 23. април 2016. 20:00 | Јужна Кореја | 2 : 3 (пен) (1:0, 1:0, 0:2; 0:0; 0:1) | Аустрија | Сподек, Катовице Посетилаца: 2.000 |

| Извор                                                                      | Извор                  | Извор                                                                      | Извор              | Извор                                                                   |
| -------------------------------------------------------------------------- | ---------------------- | -------------------------------------------------------------------------- | ------------------ | ----------------------------------------------------------------------- |
|                                                                            | Мет Далтон             | Голмани                                                                    | Бернхард Штаркбаум | Судије Стивен Рено Робин Шир Линијске судије Артур Хилињски Јаков Палеј |
| Мајкл Свифт — 16:05 Ким Кисунг — 35:50 Мајкл Свифт Шин Сангхун Ким Сангвук | 1:0 2:0 2:1 2:2 Пенали | 44:50 — Маркус Шлахер 56:05 — Мануел Гејер Константин Комарек Мануел Гејер |                    | Судије Стивен Рено Робин Шир Линијске судије Артур Хилињски Јаков Палеј |
| 10 мин                                                                     | Искључења              | 2 мин                                                                      |                    | Судије Стивен Рено Робин Шир Линијске судије Артур Хилињски Јаков Палеј |
| 28                                                                         | Шутеви на гол          | 39                                                                         |                    | Судије Стивен Рено Робин Шир Линијске судије Артур Хилињски Јаков Палеј |

| 24. април 2016. 13:00 | Словенија | 3 : 1 (1:0, 0:1, 2:0) | Италија | Сподек, Катовице Посетилаца: 2.000 |

| Извор                                                              | Извор           | Извор                   | Извор            | Извор                                                                        |
| ------------------------------------------------------------------ | --------------- | ----------------------- | ---------------- | ---------------------------------------------------------------------------- |
|                                                                    | Гашпар Крошељ   | Голмани                 | Фредерик Клутије | Судије Трпимир Пирагић Робин Шир Линијске судије Артур Хилињски мартин Корба |
| Јуриј Репе — 13:15 Жига Јеглич — 45:23 Сабахудин Ковачевић — 59:23 | 1:0 1:1 2:1 3:1 | 26:47 — Ђулијо Скандела |                  | Судије Трпимир Пирагић Робин Шир Линијске судије Артур Хилињски мартин Корба |
| 4 мин                                                              | Искључења       | 10 мин                  |                  | Судије Трпимир Пирагић Робин Шир Линијске судије Артур Хилињски мартин Корба |
| 40                                                                 | Шутеви на гол   | 24                      |                  | Судије Трпимир Пирагић Робин Шир Линијске судије Артур Хилињски мартин Корба |

| 24. април 2016. 16:30 | Пољска | 1 : 4 (0:0, 0:2, 1:2) | Јужна Кореја | Сподек, Катовице Посетилаца: 6.500 |

| Извор                 | Извор               | Извор                                                                           | Извор      | Извор                                                                            |
| --------------------- | ------------------- | ------------------------------------------------------------------------------- | ---------- | -------------------------------------------------------------------------------- |
|                       | Пшемислав Одробњи   | Голмани                                                                         | Мет Далтон | Судије Мико Каукокари Маријан Рохач Линијске судије Хенрик Хаурум Антон Семјонов |
| Гжегож Пасјут — 48:51 | 0:1 0:2 1:2 1:3 1:4 | 21:24 — Мајкл Свифт 24:04 — Мајкл Свифт 50:13 — Мајкл Свифт 58:45 — Ким Сангвук |            | Судије Мико Каукокари Маријан Рохач Линијске судије Хенрик Хаурум Антон Семјонов |
| 6 мин                 | Искључења           | 4 мин                                                                           |            | Судије Мико Каукокари Маријан Рохач Линијске судије Хенрик Хаурум Антон Семјонов |
| 33                    | Шутеви на гол       | 31                                                                              |            | Судије Мико Каукокари Маријан Рохач Линијске судије Хенрик Хаурум Антон Семјонов |

| 24. април 2016. 20:00 | Аустрија | 3 : 1 (1:1, 0:0, 2:0) | Јапан | Сподек, Катовице Посетилаца: 1.000 |

| Извор                                                                 | Извор              | Извор                  | Извор        | Извор                                                                    |
| --------------------------------------------------------------------- | ------------------ | ---------------------- | ------------ | ------------------------------------------------------------------------ |
|                                                                       | Бернхард Старкбаум | Голмани                | Такуто Онода | Судије Артур Кулев Стивен Рено Линијске судије Крис Купцус Јуп Лермакерс |
| Николас Петрик — 02:49 Брајан Леблер — 43:31 Рафаел Хербургер — 50:05 | 1:0 1:1 2:1 3:1    | 17:50 — Сеиџи Такахаши |              | Судије Артур Кулев Стивен Рено Линијске судије Крис Купцус Јуп Лермакерс |
| 6 мин                                                                 | Искључења          | 2 мин                  |              | Судије Артур Кулев Стивен Рено Линијске судије Крис Купцус Јуп Лермакерс |
| 37                                                                    | Шутеви на гол      | 27                     |              | Судије Артур Кулев Стивен Рено Линијске судије Крис Купцус Јуп Лермакерс |

| 26. април 2016. 13:00 | Јужна Кореја | 3 : 0 (3:0, 0:0, 0:0) | Јапан | Сподек, Катовице Посетилаца: 1.500 |

| Извор                                                      | Извор         | Извор   | Извор                   | Извор                                                                        |
| ---------------------------------------------------------- | ------------- | ------- | ----------------------- | ---------------------------------------------------------------------------- |
|                                                            | Мет Далтон    | Голмани | Шун Хитоми Такуто Онода | Судије Џонатан Алари Мико Каукокари Линијске судије Мартин Корба Крис Купцус |
| Мајкл Свифт — 04:18 Ким Кисунг — 05:32 Шин Сангхун — 11:10 | 1:0 2:0 3:0   |         |                         | Судије Џонатан Алари Мико Каукокари Линијске судије Мартин Корба Крис Купцус |
| 43 мин                                                     | Искључења     | 10 мин  |                         | Судије Џонатан Алари Мико Каукокари Линијске судије Мартин Корба Крис Купцус |
| 32                                                         | Шутеви на гол | 29      |                         | Судије Џонатан Алари Мико Каукокари Линијске судије Мартин Корба Крис Купцус |

| 26. април 2016. 16:30 | Аустрија | 4 : 2 (1:0, 2:0, 1:2) | Италија | Сподек, Катовице Посетилаца: 1.500 |

| Извор                                                                                             | Извор                   | Извор                                        | Извор           | Извор                                                                          |
| ------------------------------------------------------------------------------------------------- | ----------------------- | -------------------------------------------- | --------------- | ------------------------------------------------------------------------------ |
|                                                                                                   | Берхнард Штаркбаум      | Голмани                                      | Андреас Бернард | Судије Артур Кулев Трпимир Пирагић Линијске судије Хенрик Хаурум Јуп Лермакерс |
| Андреас Кристлер — 12:21 Андреас Кристлер — 30:46 Константин Комарек — 39:10 Стефан Бахер — 46:16 | 1:0 2:0 3:0 4:0 4:1 4:2 | 53:09 — Александар Егер 57:24 — Армин Хелфер |                 | Судије Артур Кулев Трпимир Пирагић Линијске судије Хенрик Хаурум Јуп Лермакерс |
| 10 мин                                                                                            | Искључења               | 6 мин                                        |                 | Судије Артур Кулев Трпимир Пирагић Линијске судије Хенрик Хаурум Јуп Лермакерс |
| 26                                                                                                | Шутеви на гол           | 22                                           |                 | Судије Артур Кулев Трпимир Пирагић Линијске судије Хенрик Хаурум Јуп Лермакерс |

| 26. април 2016. 20:00 | Словенија | 1 : 4 (1:1, 0:3, 0:0) | Пољска | Сподек, Катовице Посетилаца: 6.500 |

| Извор               | Извор                        | Извор                                                                                              | Извор            | Извор                                                                       |
| ------------------- | ---------------------------- | -------------------------------------------------------------------------------------------------- | ---------------- | --------------------------------------------------------------------------- |
|                     | Роберт Кристан Гашпар Крошељ | Голмани                                                                                            | Рафал Рађишевски | Судије Стивен Рено маријан Рохач Линијске судије Јаков Палеј Антон Семјонов |
| Жига Јеглич — 06:50 | 0:1 1:1 1:2 1:3 1:4          | 03:54 — Томаш Маласињски 23:48 — Миколај Лопуски 27:39 — Томаш Маласињски 38:09 — Томаш Маласињски |                  | Судије Стивен Рено маријан Рохач Линијске судије Јаков Палеј Антон Семјонов |
| 8 мин               | Искључења                    | 16 мин                                                                                             |                  | Судије Стивен Рено маријан Рохач Линијске судије Јаков Палеј Антон Семјонов |
| 33                  | Шутеви на гол                | 26                                                                                                 |                  | Судије Стивен Рено маријан Рохач Линијске судије Јаков Палеј Антон Семјонов |

| 27. април 2016. 13:00 | Јапан | 1 : 3 (1:1, 0:2, 0:0) | Италија | Сподек, Катовице Посетилаца: 1.500 |

| Извор              | Извор           | Извор                                                              | Извор           | Извор                                                                         |
| ------------------ | --------------- | ------------------------------------------------------------------ | --------------- | ----------------------------------------------------------------------------- |
|                    | Такуто Онода    | Голмани                                                            | Фредерик Кутије | Судије Стивен Рено Маријан Рохач Линијске судије Хенрик Хаурум Артур Хилињски |
| Шунеј Куџи — 08:48 | 1:0 1:1 1:2 1:3 | 13:20 — Симон Костнер 27:29 — Антон Бернард 37:16 — Јоаким Рамосер |                 | Судије Стивен Рено Маријан Рохач Линијске судије Хенрик Хаурум Артур Хилињски |
| 4 мин              | Искључења       | 6 мин                                                              |                 | Судије Стивен Рено Маријан Рохач Линијске судије Хенрик Хаурум Артур Хилињски |
| 25                 | Шутеви на гол   | 39                                                                 |                 | Судије Стивен Рено Маријан Рохач Линијске судије Хенрик Хаурум Артур Хилињски |

| 27. април 2016. 16:30 | Словенија | 5 : 1 (2:1, 2:0, 1:0) | Јужна Кореја | Сподек, Катовице Посетилаца: 2.500 |

| Извор                                                                                                  | Извор                   | Извор              | Извор      | Извор                                                                  |
| --- | ----------------------- | ------------------ | ---------- | ---------------------------------------------------------------------- |
| | Гашпар Крошељ           | Голмани            | Мет Далтон | Судије Артур Кулев Робин Шир Линијске судије Јуп Лермакерс Јаков Палеј |
| Роберт Саболич — 08:59 Анже Куралт — 19:31 Алеш Мушич — 26:32 Рок Тичар — 34:21 Клемен Претнар — 51:31 | 0:1 1:1 2:1 3:1 4:1 5:1 | 00:40 — Ким Кисунг |            | Судије Артур Кулев Робин Шир Линијске судије Јуп Лермакерс Јаков Палеј |
| 12 мин                                                                                                 | Искључења               | 14 мин             |            | Судије Артур Кулев Робин Шир Линијске судије Јуп Лермакерс Јаков Палеј |
| 26 | Шутеви на гол           | 26                 |            | Судије Артур Кулев Робин Шир Линијске судије Јуп Лермакерс Јаков Палеј |

| 27. април 2016. 20:00 | Пољска | 1 : 0 (1:0, 0:0, 0:0) | Аустрија | Сподек, Катовице Посетилаца: 7.500 |

| Извор                 | Извор             | Извор   | Извор              | Извор                                                                          |
| --------------------- | ----------------- | ------- | ------------------ | ------------------------------------------------------------------------------ |
|                       | Пшемислав Одробњи | Голмани | Бернхард Штаркбаум | Судије Џонатан Алари Трпимир Пирагић Линијске судије Мартин Корба Крис Купцуск |
| Гжегож Пасјут — 12:34 | 1:0               |         |                    | Судије Џонатан Алари Трпимир Пирагић Линијске судије Мартин Корба Крис Купцуск |
| 20 мин                | Искључења         | 18 мин  |                    | Судије Џонатан Алари Трпимир Пирагић Линијске судије Мартин Корба Крис Купцуск |
| 27                    | Шутеви на гол     | 29      |                    | Судије Џонатан Алари Трпимир Пирагић Линијске судије Мартин Корба Крис Купцуск |

| 29. април 2016. 13:00 | Италија | 2 : 1 (1:0, 0:0, 1:1) | Јужна Кореја | Сподек, Катовице Посетилаца: 2.500 |

| Извор                                    | Извор           | Извор              | Извор      | Извор                                                                          |
| ---------------------------------------- | --------------- | ------------------ | ---------- | ------------------------------------------------------------------------------ |
|                                          | Андреас Бернард | Голмани            | Мет Далтон | Судије Трпимир Пирагић Стивен Рено Линијске судије Артур Хилињски Мартин Корба |
| Јоаким Рамосер — 02:38 Дан Тудин — 54:35 | 1:0 2:0 2:1     | 56:13 — Ерик Реган |            | Судије Трпимир Пирагић Стивен Рено Линијске судије Артур Хилињски Мартин Корба |
| 8 мин                                    | Искључења       | 10 мин             |            | Судије Трпимир Пирагић Стивен Рено Линијске судије Артур Хилињски Мартин Корба |
| 29                                       | Шутеви на гол   | 27                 |            | Судије Трпимир Пирагић Стивен Рено Линијске судије Артур Хилињски Мартин Корба |

| 29. април 2016. 16:30 | Аустрија | 1 : 2 (1:1, 0:1, 0:0) | Словенија | Сподек, Катовице Посетилаца: 4.000 |

| Извор                      | Извор              | Извор                                         | Извор         | Извор                                                                           |
| -------------------------- | ------------------ | --------------------------------------------- | ------------- | ------------------------------------------------------------------------------- |
|                            | Бернхард Штаркбаум | Голмани                                       | Гашпер Крошељ | Судије Мико Каукокари Маријан Рохач Линијске судије Хенрик Хаурум Јуп Лермакерс |
| Константин Комарек — 05:49 | 1:0 1:1 1:2        | 10:58 — Роберт Саболич 27:29 — Кен Ограјеншек |               | Судије Мико Каукокари Маријан Рохач Линијске судије Хенрик Хаурум Јуп Лермакерс |
| 33 мин                     | Искључења          | 8 мин                                         |               | Судије Мико Каукокари Маријан Рохач Линијске судије Хенрик Хаурум Јуп Лермакерс |
| 27                         | Шутеви на гол      | 23                                            |               | Судије Мико Каукокари Маријан Рохач Линијске судије Хенрик Хаурум Јуп Лермакерс |

| 29. април 2016. 20:00 | Пољска | 10 : 4 (6:1, 1:1, 3:2) | Јапан | Сподек, Катовице Посетилаца: 8.500 |

| Извор | Извор                                                    | Извор                                                                                    | Извор                   | Извор                                                                     |
| --- | -------------------------------------------------------- | ---------------------------------------------------------------------------------------- | ----------------------- | ------------------------------------------------------------------------- |
| | Пшемислав Одробњи                                        | Голмани                                                                                  | Такуто Онода Шун Хитоми | Судије Џонатан Алари Робин Шир Линијске судије Јаков Палеј Антон Семјонов |
| Патрик Вронка — 00:50 Арон Хмијелевски — 03:58 Томаш Маласињски — 06:42 Маћеј Кручек — 10:35 Гжегож Пасјут — 12:27 Кристијан Ђубињски — 17:52 Адам Багињски — 23:15 Арон Хмијелевски — 44:00 Павел Дронија — 55:34 Патрик Вајда — 59:48 | 1:0 2:0 3:0 4:0 5:0 6:0 6:1 7:1 7:2 7:3 8:3 8:4 9:4 10:4 | 19:56 — Хироки Уено 25:47 — Такума Кавај 41:39 — Даисуке Обара 44:46 — Масахито Нишиваки |                         | Судије Џонатан Алари Робин Шир Линијске судије Јаков Палеј Антон Семјонов |
| 10 мин | Искључења                                                | 12 мин                                                                                   |                         | Судије Џонатан Алари Робин Шир Линијске судије Јаков Палеј Антон Семјонов |
| 51 | Шутеви на гол                                            | 22                                                                                       |                         | Судије Џонатан Алари Робин Шир Линијске судије Јаков Палеј Антон Семјонов |

#### Табела групе А
|  | Пласман у СП 2017.                    |
|  | Пласман у Дивизију I, група Б у 2017. |

| #  | Репрезентација | Ут | П | Ппр | Ипр | И | ГД | ГП | ГР  | Бод |
| -- | -------------- | -- | - | --- | --- | - | -- | -- | --- | --- |
| 1. | Словенија      | 5  | 4 | 0   | 0   | 1 | 18 | 8  | +10 | 12  |
| 2. | Италија        | 5  | 3 | 0   | 0   | 2 | 11 | 10 | +1  | 9   |
| 3. | Пољска         | 5  | 3 | 0   | 0   | 2 | 17 | 12 | +5  | 9   |
| 4. | Аустрија       | 5  | 2 | 1   | 0   | 2 | 11 | 8  | +3  | 8   |
| 5. | Јужна Кореја   | 5  | 2 | 0   | 1   | 2 | 11 | 11 | 0   | 7   |
| 6. | Јапан          | 5  | 0 | 0   | 0   | 5 | 7  | 26 | -19 | 0   |

### Појединачна признања
Одлуком директората турнира за најбоље играче проглашени су:
- Најбољи голман:  Бернхард Штаркбаум
- Најбољи одбрамбени играч:  Томас Ларкин
- Најбољи нападач:  Патри Вронка

## Турнир групе Б
Такмичење у групи Б одржано је у периоду између 17. и 23. априла 2016. године, а све утакмице играле су се у Дому спортова у Загребу, капацитета 6.500 седећих места. Турнир се играо по једнокружном лигашком бод систему свако са сваким у пет кола. Најбоље рангирана селекција обезбедила је пласман у виши ранг такмичења за наредну годину, односно у А групу прве дивизије, и наредне године стиче право да се бори за пласман у елитну групу, док последњепласирани тим испада у групу Б прве дивизије.
У односу на претходну годину новајлије у овом рангу такмичења су селекције Украјине која је била последњепласирана у групи А годину дана раније, те селекција Румуније која је била најбоља у групи А друге дивизије годину дана раније.
Репрезентација Украјине остварила је учинак од 4 победе и једног пораза и са освојених 12 бодова експресно се вратила у вишу групу такмичења, док је селекција Румуније такмичење завршила на последњем месту без освојеног поена. Сребрна медаља припала је селекцији Велике Британије, док је бронзу освојила репрезентација Литваније.
На турниру је постигнуто укупно 99 голова, или 6,6 голова по утакмици. Свих 15 утакмица уживо је посматрало укупно 13.920 гледалаца или у просеку 928 гледалаца по утакмици.
Одлуком директората турнира за најбоље играче турнира проглашени су голман репрезентације Украјине Едуард Захарченко, најбољи одбрамбени играч је Британац Бен О'Конор, док је за најбољег нападача проглашен хрватски репрезентативац Борна Рендулић. Најефикаснији играч турнира је лево крило селекције Естоније Роберт Роба који је на 5 одиграних утакмица остварио учинак од 8 индексних поена (по 4 гола и асистенције).

### Судије
Међународна хокејашка федерација је за такмичење у овој групи делегирала укупно 11 судија, 4 главна и 7 помоћних:
| Главне судије - Жими Бергамели - Данијел Гампер - Микаел Холм - Мануел Николић | Линијске судије - Вања Белић - Франко Еспиноза - Томислав Грожај - Маркус Хагерстрем - Шунсуке Ичикава - Парк Јунсо - Дамир Ракович |

### Резултати групе Б
Сатница је по локалном времену (УТЦ+2)
| 17. април 2016. 13:00 | Естонија | 2 : 7 (1:2, 1:4, 0:1) | Литванија | Дом спортова, Загреб Посетилаца: 95 |

| Извор                                   | Извор                               | Извор | Извор          | Извор                                                          |
| --------------------------------------- | ----------------------------------- | --- | -------------- | -------------------------------------------------------------- |
|                                         | Вилем Хенрик Којтма Данил Сепенен   | Голмани | Артур Пављуков | Судије Жими Бергамели Линијске судије Вања Белић Дамир Ракович |
| Роберт Роба — 10:49 Роберт Роба — 26:38 | 1:0 1:1 1:2 1:3 2:3 2:4 2:5 2:6 2:7 | 14:24 — Маурас Балтруконис 16:43 — Угнијус Чижас 23:24 — Данијел Богдзјул 28:06 — Неријус Алишаускас 32:15 — Паулијус Гинтаутас 37:39 — Неријус Алишаускас 49:31 — Паулијус Гинтаутас |                | Судије Жими Бергамели Линијске судије Вања Белић Дамир Ракович |
| 6 мин                                   | Искључења                           | 14 мин |                | Судије Жими Бергамели Линијске судије Вања Белић Дамир Ракович |
| 30                                      | Шутеви на гол                       | 30 |                | Судије Жими Бергамели Линијске судије Вања Белић Дамир Ракович |

| 17. април 2016. 16:30 | Румунија | 1 : 6 (1:2, 0:1, 0:3) | Украјина | Дом спортова, Загреб Посетилаца: 200 |

| Извор                | Извор                       | Извор | Извор             | Извор                                                                 |
| -------------------- | --------------------------- | --- | ----------------- | --------------------------------------------------------------------- |
|                      | Гелерт Руцуј                | Голмани | Едуард Захарченко | Судије Мануел Николић Линијске судије Томислав Грожај Шунсуке Ичикава |
| Роберт Петер — 16:18 | 0:1 0:2 1:2 1:3 1:4 1:5 1:6 | 05:10 — Јуриј Петрагонски 11:28 — Владислав Гаврик 27:54 — Владислав Гаврик 42:24 — А. Побједоносцев 44:03 — Виктор Захаров 48:07 — Артјом Гниденко |                   | Судије Мануел Николић Линијске судије Томислав Грожај Шунсуке Ичикава |
| 8 мин                | Искључења                   | 12 мин |                   | Судије Мануел Николић Линијске судије Томислав Грожај Шунсуке Ичикава |
| 12                   | Шутеви на гол               | 48 |                   | Судије Мануел Николић Линијске судије Томислав Грожај Шунсуке Ичикава |

| 17. април 2016. 20:00 | Хрватска | 1 : 4 (1:1, 0:2, 0:1) | Велика Британија | Дом спортова, Загреб Посетилаца: 2.600 |

| Извор                 | Извор               | Извор                                                                            | Извор     | Извор                                                                |
| --------------------- | ------------------- | -------------------------------------------------------------------------------- | --------- | -------------------------------------------------------------------- |
|                       | Мате Томљеновић     | Голмани                                                                          | Бен Боунс | Судије Микаел Холм Линијске судије Франко Еспиноза Маркус хагерстрем |
| Мислав Благус — 14:05 | 0:1 1:1 1:2 1:3 1:4 | 11:27 — Роберт Доуд 24:12 — Џонатан Вивер 34:43 — Крег Пикок 48:29 — Колин Шилдс |           | Судије Микаел Холм Линијске судије Франко Еспиноза Маркус хагерстрем |
| 22 мин                | Искључења           | 26 мин                                                                           |           | Судије Микаел Холм Линијске судије Франко Еспиноза Маркус хагерстрем |
| 14                    | Шутеви на гол       | 29                                                                               |           | Судије Микаел Холм Линијске судије Франко Еспиноза Маркус хагерстрем |

| 18. април 2016. 13:00 | Литванија | 5 : 1 (2:1, 1:0, 2:0) | Румунија | Дом спортова, Загреб Посетилаца: 100 |

| Извор | Извор                   | Извор                  | Извор     | Извор                                                                   |
| --- | ----------------------- | ---------------------- | --------- | ----------------------------------------------------------------------- |
| | Артур Пављуков          | Голмани                | Ото Оноди | Судије Данијел Гампер Линијске судије Томислав Грожај Маркус Хагерстрем |
| Повилас Веренис — 05:30 Миндаугас Кијерас — 10:33 Неријус Алишаускас — 29:28 Арнолдас Босас — 40:20 Артурас Катулис — 58:04 | 1:0 2:0 2:1 3:1 4:1 5:1 | 14:17 — Левенте Лоринц |           | Судије Данијел Гампер Линијске судије Томислав Грожај Маркус Хагерстрем |
| 10 мин | Искључења               | 14 мин                 |           | Судије Данијел Гампер Линијске судије Томислав Грожај Маркус Хагерстрем |
| 37 | Шутеви на гол           | 19                     |           | Судије Данијел Гампер Линијске судије Томислав Грожај Маркус Хагерстрем |

| 18. април 2016. 16:30 | Велика Британија | 4 : 3 (про) (2:1, 1:1, 0:1; 1:0) | Естонија | Дом спортова, Загреб Посетилаца: 455 |

| Извор                                                                          | Извор                       | Извор                                                                     | Извор               | Извор                                                         |
| ------------------------------------------------------------------------------ | --------------------------- | ------------------------------------------------------------------------- | ------------------- | ------------------------------------------------------------- |
|                                                                                | Бен Боунс                   | Голмани                                                                   | Вилем Хенрик Коитма | Судије Микаел Холм Линијске судије Вања Белић Франко Еспиноза |
| Крег Пикок — 00:26 Расел Коули — 12:43 Расел Коули — 20:55 Роберт Доуд — 63:22 | 1:0 2:0 2:1 3:1 3:2 3:3 4:3 | 13:10 — Александар Петров 33:11 — Александар Петров 53:05 — Андреј Макров |                     | Судије Микаел Холм Линијске судије Вања Белић Франко Еспиноза |
| 22 мин                                                                         | Искључења                   | 4 мин                                                                     |                     | Судије Микаел Холм Линијске судије Вања Белић Франко Еспиноза |
| 37                                                                             | Шутеви на гол               | 28                                                                        |                     | Судије Микаел Холм Линијске судије Вања Белић Франко Еспиноза |

| 18. април 2016. 20:00 | Украјина | 4 : 1 (2:1, 2:0, 0:0) | Хрватска | Дом спортова, Загреб Посетилаца: 1.500 |

| Извор                                                                                          | Извор               | Извор                | Извор           | Извор                                                          |
| ---------------------------------------------------------------------------------------------- | ------------------- | -------------------- | --------------- | -------------------------------------------------------------- |
|                                                                                                | Едуард Захарченко   | Голмани              | Мате Томљеновић | Судије Жими Бергамели Линијске судије Парк Јунсо Дамир Ракович |
| Дмитро Чернишенко — 02:28 Денис Исајенко — 14:39 Виктор Захаров — 20:13 Олег Шафаренко — 26:10 | 1:0 2:0 2:1 3:1 4:1 | 18:06 — Лука Микулић |                 | Судије Жими Бергамели Линијске судије Парк Јунсо Дамир Ракович |
| 14 мин                                                                                         | Искључења           | 50 мин               |                 | Судије Жими Бергамели Линијске судије Парк Јунсо Дамир Ракович |
| 28                                                                                             | Шутеви на гол       | 33                   |                 | Судије Жими Бергамели Линијске судије Парк Јунсо Дамир Ракович |

| 20. април 2016. 13:00 | Украјина | 7 : 1 (2:0, 2:1, 3:0) | Естонија | Дом спортова, Загреб Посетилаца: 120 |

| Извор | Извор                            | Извор               | Извор         | Извор                                                            |
| --- | -------------------------------- | ------------------- | ------------- | ---------------------------------------------------------------- |
| | Едуард Захарченко Михаило Шевчук | Голмани             | Данил Сепенен | Судије Мануел Николић Линијске судије Вања Белић Франко Еспиноза |
| Владислав Гаврик — 05:03 Роман Благи — 14:12 Андриј Михнов — 36:25 Јевгениј Тимченко — 36:56 Јуриј Петранговски — 44:34 Андриј Михнов — 50:38 Артјом Бондарјев — 55:08 | 1:0 2:0 2:1 3:1 4:1 5:1 6:1 7:1  | 22:57 — Роберт Роба |               | Судије Мануел Николић Линијске судије Вања Белић Франко Еспиноза |
| 6 мин | Искључења                        | 4 мин               |               | Судије Мануел Николић Линијске судије Вања Белић Франко Еспиноза |
| 35 | Шутеви на гол                    | 29                  |               | Судије Мануел Николић Линијске судије Вања Белић Франко Еспиноза |

| 20. април 2016. 16:30 | Велика Британија | 8 : 0 (2:0, 6:0, 0:0) | Литванија | Дом спортова, Загреб Посетилаца: 450 |

| Извор | Извор                           | Извор   | Извор                          | Извор                                                          |
| --- | ------------------------------- | ------- | ------------------------------ | -------------------------------------------------------------- |
| | Бен Боунс                       | Голмани | Артур Пављуков Донатас Жуковас | Судије Жими Бергамели Линијске судије Парк Јунсо Дамир Ракович |
| Џонатан Филипс — 08:34 Ешли Тајт — 17:29 Рос Винус — 20:13 Роберт Лаховиц — 27:32 Бен О'Конор — 30:42 Џонатан Боксил — 31:05 Расел Коули — 36:15 Колин Шилдс — 39:00 | 1:0 2:0 3:0 4:0 5:0 6:0 7:0 8:0 |         |                                | Судије Жими Бергамели Линијске судије Парк Јунсо Дамир Ракович |
| 10 мин | Искључења                       | 16 мин  |                                | Судије Жими Бергамели Линијске судије Парк Јунсо Дамир Ракович |
| 44 | Шутеви на гол                   | 10      |                                | Судије Жими Бергамели Линијске судије Парк Јунсо Дамир Ракович |

| 20. април 2016. 20:00 | Румунија | 5 : 12 (1:3, 2:4, 2:5) | Хрватска | Дом спортова, Загреб Посетилаца: 1.650 |

| Извор                                                                                                   | Извор                                                                  | Извор | Извор                          | Извор                                                                   |
| --- | ---------------------------------------------------------------------- | --- | ------------------------------ | ----------------------------------------------------------------------- |
| | Гелерт Руцуј Ото Оноди                                                 | Голмани | Мате Томљеновић Вилим Росандич | Судије Данијел Гампер Линијске судије Маркус Хагерстерм Шунсуке Ичикава |
| Левенте Лоринц — 16:11 Роберт Петер — 23:50 Чанад Фодор — 32:27 Хунор Черго — 48:50 Чанад Фодор — 49:39 | 0:1 0:2 1:2 1:3 2:3 2:4 2:5 2:6 3:6 3:7 3:8 4:8 5:8 5:9 5:10 5:11 5:12 | 01:06 — Игор Јачмењак 07:11 — Матија Миличић 16:18 — Иван Јанковић 25:24 — Борна Рендулић 27:04 — Лука Јарчов 30:49 — Дејвид Брајн 36:25 — Иван Јанковић 40:11 — Мајк Глумак 50:23 — Матија Миличић 50:43 — Марко Шакић 53:05 — Мислав Благус 53:40 — Кени Макулај |                                | Судије Данијел Гампер Линијске судије Маркус Хагерстерм Шунсуке Ичикава |
| 12 мин                                                                                                  | Искључења                                                              | 35 мин |                                | Судије Данијел Гампер Линијске судије Маркус Хагерстерм Шунсуке Ичикава |
| 30 | Шутеви на гол                                                          | 36 |                                | Судије Данијел Гампер Линијске судије Маркус Хагерстерм Шунсуке Ичикава |

| 22. април 2016. 13:00 | Велика Британија | 6 : 1 (2:0, 2:0, 2:1) | Румунија | Дом спортова, Загреб Посетилаца: 400 |

| Извор | Извор                       | Извор                  | Извор     | Извор                                                                 |
| --- | --------------------------- | ---------------------- | --------- | --------------------------------------------------------------------- |
| | Бен Боунс                   | Голмани                | Ото Оноди | Судије Данијел Гампер Линијске судије Франко Еспиноза Шунсуке Ичикава |
| Џонатан Филипс — 03:15 Џонатан Боксил — 10:52 Роберт Фармер — 23:00 Колин Шилдс — 33:19 Метју Мајерс — 48:51 Џонатан Вивер — 54:13 | 1:0 2:0 3:0 4:0 5:0 6:0 6:1 | 55:17 — Ервин Молдован |           | Судије Данијел Гампер Линијске судије Франко Еспиноза Шунсуке Ичикава |
| 6 мин | Искључења                   | 14 мин                 |           | Судије Данијел Гампер Линијске судије Франко Еспиноза Шунсуке Ичикава |
| 58 | Шутеви на гол               | 11                     |           | Судије Данијел Гампер Линијске судије Франко Еспиноза Шунсуке Ичикава |

| 22. април 2016. 16:30 | Литванија | 2 : 1 (0:0, 0:1, 2:0) | Украјина | Дом спортова, Загреб Посетилаца: 350 |

| Извор                                               | Извор          | Извор                      | Извор             | Извор                                                         |
| --------------------------------------------------- | -------------- | -------------------------- | ----------------- | ------------------------------------------------------------- |
|                                                     | Артур Пављуков | Голмани                    | Едуард Захарченко | Судије Микаел Холм Линијске судије Вања Белић Томислав Грожај |
| Угнијус Чижас — 42:22 Донатас Кумелијаускас — 50:02 | 0:1 1:1 2:1    | 36:07 — Јуриј Петранговски |                   | Судије Микаел Холм Линијске судије Вања Белић Томислав Грожај |
| 6 мин                                               | Искључења      | 6 мин                      |                   | Судије Микаел Холм Линијске судије Вања Белић Томислав Грожај |
| 27                                                  | Шутеви на гол  | 32                         |                   | Судије Микаел Холм Линијске судије Вања Белић Томислав Грожај |

| 22. април 2016. 20:00 | Хрватска | 5 : 3 (1:2, 3:1, 1:0) | Естонија | Дом спортова, Загреб Посетилаца: 2.800 |

| Извор | Извор                           | Извор                                                              | Извор               | Извор                                                              |
| --- | ------------------------------- | ------------------------------------------------------------------ | ------------------- | ------------------------------------------------------------------ |
| | Вилим Росандић                  | Голмани                                                            | Вилем Хенрик Коитма | Судије Мануел Николић Линијске судије Маркус Хагерстрем Парк Јунсо |
| Борна Рендулић — 15:21 Нејтан Перкович — 30:07 Нејтан Перкович — 36:49 Мајк Глумак — 38:23 Мајк Глумак — 59:10 | 0:1 0:2 1:2 2:2 3:2 4:2 4:3 5:3 | 03:23 — Андреј Макров 08:20 — Роберт Роба 39:59 — Алексеј Сибирцев |                     | Судије Мануел Николић Линијске судије Маркус Хагерстрем Парк Јунсо |
| 8 мин | Искључења                       | 10 мин                                                             |                     | Судије Мануел Николић Линијске судије Маркус Хагерстрем Парк Јунсо |
| 40 | Шутеви на гол                   | 27                                                                 |                     | Судије Мануел Николић Линијске судије Маркус Хагерстрем Парк Јунсо |

| 23. април 2016. 13:00 | Украјина | 2 : 1 (0:0, 0:1, 2:0) | Велика Британија | Дом спортова, Загреб Посетилаца: 500 |

| Извор                                              | Извор             | Извор                  | Извор     | Извор                                                                |
| -------------------------------------------------- | ----------------- | ---------------------- | --------- | -------------------------------------------------------------------- |
|                                                    | Едуард Захарченко | Голмани                | Бен Боунс | Судије Микаел Холм Линијске судије Франко Еспиноза Маркус Хагерстрем |
| Дмитро Чернишенко — 44:25 А. Побједоносцев — 56:04 | 0:1 1:1 2:1       | 21:54 — Џонатан Филипс |           | Судије Микаел Холм Линијске судије Франко Еспиноза Маркус Хагерстрем |
| 6 мин                                              | Искључења         | 8 мин                  |           | Судије Микаел Холм Линијске судије Франко Еспиноза Маркус Хагерстрем |
| 23                                                 | Шутеви на гол     | 28                     |           | Судије Микаел Холм Линијске судије Франко Еспиноза Маркус Хагерстрем |

| 23. април 2016. 16:30 | Естонија | 3 : 0 (0:0, 3:0, 0:0) | Румунија | Дом спортова, Загреб Посетилаца: 200 |

| Извор                                                                | Извор               | Извор   | Извор     | Извор                                                                 |
| -------------------------------------------------------------------- | ------------------- | ------- | --------- | --------------------------------------------------------------------- |
|                                                                      | Вилем Хенрик Коитма | Голмани | Ото Оноди | Судије Жими Бергамели Линијске судије Томислав Грожај Шунсуке Ичикава |
| Роман Андрејев — 31:51 Андреј Макров — 38:13 Вадим Васјонкин — 39:59 | 1:0 2:0 3:0         |         |           | Судије Жими Бергамели Линијске судије Томислав Грожај Шунсуке Ичикава |
| 4 мин                                                                | Искључења           | 10 мин  |           | Судије Жими Бергамели Линијске судије Томислав Грожај Шунсуке Ичикава |
| 35                                                                   | Шутеви на гол       | 20      |           | Судије Жими Бергамели Линијске судије Томислав Грожај Шунсуке Ичикава |

| 23. април 2016. 20:00 | Литванија | 1 : 2 (пен) (0:1, 0:0, 1:0; 0:0; 0:1) | Хрватска | Дом спортова, Загреб Посетилаца: 2.500 |

| Извор                                                                              | Извор          | Извор                                                        | Извор          | Извор                                                          |
| ---------------------------------------------------------------------------------- | -------------- | ------------------------------------------------------------ | -------------- | -------------------------------------------------------------- |
|                                                                                    | Артур Пављуков | Голмани                                                      | Вилим Росандич | Судије Мануел Николић Линијске судије Парк Јунсо Дамир Ракович |
| Донатас Кумелијаускас — 54:19 Арнолдас Босас Донатас Кумелијаускас Артурас Катулис | 0:1 1:1 Пенали | 19:11 — Мајк Глумак Борна Рендулић Иван Јанковић Мајк Глумак |                | Судије Мануел Николић Линијске судије Парк Јунсо Дамир Ракович |
| 38 мин                                                                             | Искључења      | 16 мин                                                       |                | Судије Мануел Николић Линијске судије Парк Јунсо Дамир Ракович |
| 24                                                                                 | Шутеви на гол  | 38                                                           |                | Судије Мануел Николић Линијске судије Парк Јунсо Дамир Ракович |

#### Табела групе Б
|  | Пласман у Дивизију I, група А за 2017. |
|  | Пласман у Дивизију II, група А у 2017. |

| #  | Репрезентација   | Ут | П | Ппр | Ипр | И | ГД | ГП | ГР  | Бод |
| -- | ---------------- | -- | - | --- | --- | - | -- | -- | --- | --- |
| 1. | Украјина         | 5  | 4 | 0   | 0   | 1 | 20 | 6  | +14 | 12  |
| 2. | Велика Британија | 5  | 3 | 1   | 0   | 1 | 23 | 7  | +16 | 11  |
| 3. | Литванија        | 5  | 3 | 0   | 1   | 1 | 15 | 14 | +1  | 10  |
| 4. | Хрватска         | 5  | 2 | 1   | 0   | 2 | 21 | 17 | +4  | 8   |
| 5. | Естонија         | 5  | 1 | 0   | 1   | 3 | 12 | 23 | -11 | 4   |
| 6. | Румунија         | 5  | 0 | 0   | 0   | 5 | 8  | 32 | -24 | 0   |

### Појединачна признања
Одлуком директората турнира за најбоље играче проглашени су:
- Најбољи голман:  Едуард Захарченко
- Најбољи одбрамбени играч:  Бен О'Конор
- Најбољи нападач:  Борна Рендулић